# Taxco
Pour les articles homonymes, voir Alarcon.

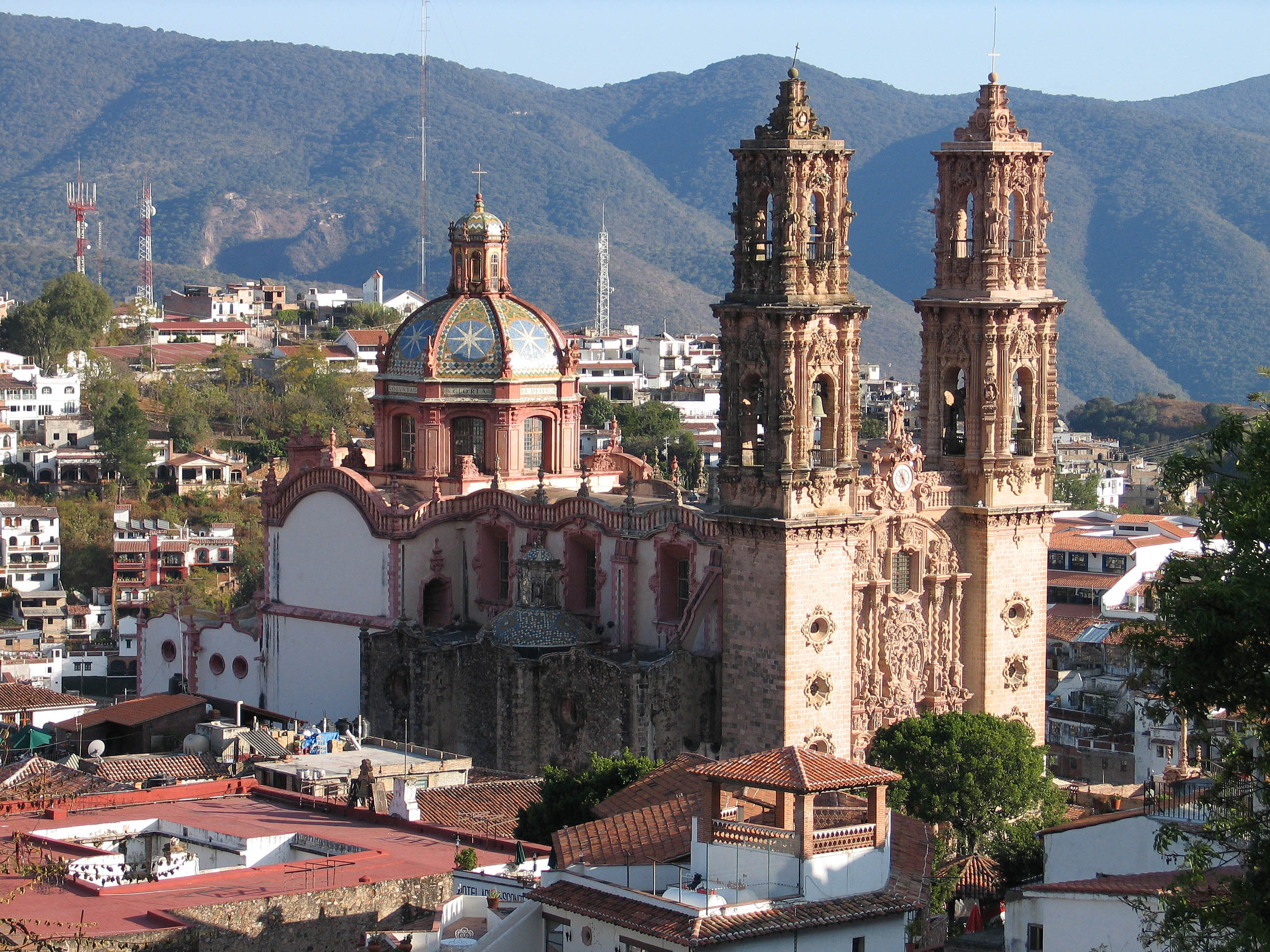
L’église de Santa Prisca

Taxco, officiellement Taxco de Alarcón, est une ville située dans le nord de l’État de Guerrero au Mexique à environ 160 km de Mexico. C’est une ville construite à flanc de montagne, à une altitude de 1 600 mètres. En 2006, sa population était de 53 755 habitants.

## Étymologie
Son nom initial était Tetelcingo et fut renommé Real de Taxco en 1570. Il vient de la langue náhuatl « Tlachco » qui signifie « lieu du jeu de balle » . Elle devint enfin Taxco de Alarcón en 1872 en hommage au dramaturge Juan Ruiz de Alarcón, natif de Taxco.

## Histoire
Taxco, appelée dans certains livres « Tasco », a joué un rôle majeur dans l'histoire des mines d'argent au Mexique.
La ville naquit en 1528 lors de la colonisation espagnole et de l’arrivée de Hernán Cortés qui découvrit de nombreuses mines d’argent. La ville prospéra largement jusqu’au XVIIIe siècle et devint l'un des plus grands centres miniers d’argent du Mexique, après avoir été le premier en exploitation, un peu avant celui de Pachuca, située à 94 km au nord de la cité de Mexico, aujourd’hui capitale de l'État d'Hidalgo.
La découverte en 1548 des mines de Zacatecas, à 600 kilomètres de Mexico, puis celles en 1560 de Guanajuato à mi-chemin entre Mexico et Zacatecas, ont ensuite fait un peu d'ombre à Taxco.
Aujourd’hui, les gisements sont pratiquement épuisés et la ville s’est reconvertie dans le tourisme.
Taxco est classée monument historique national grâce à son architecture coloniale et à son église baroque Santa Prisca construite en 1748 à l'initiative de José de la Borda.
Le mole rosa est une spécialité culinaire de la ville.

## Personnalités
- Juan Ruiz de Alarcón y Mendoza, dramaturge espagnol, né à Taxco (2 octobre 1581 - 4 août 1639).
- Benjamin Apthorp Gould Fuller, philosophe américain, mort à Taxco (9 mars 1879 - 15 mars 1956).
- Norberto González Crespo, archéologue mexicain, né à Taxco (28 octobre 1938 - 17 septembre 2012).
- Horacio López Salgado, footballeur mexicain, né à Taxco (15 septembre 1948 -).
- Salomón Majul González, homme politique mexicain, né à Taxco (3 juillet 1980 -).
- Mieczysław Marchlewski, avocat et diplomate polonais, mort à Taxco (18 juin 1885 - 22 mai 1956).
- Xavier Olea Muñoz, avocat et diplomate mexicain, mort à Taxco (1er décembre 1923 - 1er décembre 2015).
- Wolfgang Paalen, peintre autrichien, mort à Taxco (22 juillet 1905 - 24 septembre 1959).
- Salvador Reyes Chávez, footballeur mexicain, né à Taxco (4 mai 1998 -).